# Чобан-Суат
Чобан-Суат (также Чобан-су-ат, Чабан-Суат; укр. Чобан-Суат, крымскотат. Çoban Suvat, Чобан Суват) — источник в Крыму, на северных склонах Долгоруковской яйлы Главной гряды Крымских гор, исток реки Зуя.

Родник Чабан-Суат (вытекающий из пещеры Ларисанина), расположен на высоте 707 м. В 1911 году Николай Рухлов определял дебит источника в 1913 вёдер (примерно 23 500 литров) в сутки при температуре 7,3 °C. Впервые в литературе упоминается Головкинским в сборнике «Памятная книга Таврической губернии» 1889 года
Р. Зуя начинается довольно сильным потоком из трещины на возвышенности Чобан-Суат
. В годы Великой Отечественной войны в верховьях Зуи располагался один из центров 2-го района партизанского движения Крыма и известны случаи торжественных собраний у истока реки 
День Великого Октября (1943 г.) отмечали по отрядам… …Ямпольский и Луговой созвали командиров и комиссаров у бурлящего родника, где берет начало река Зуя.